# Уильямсон, Джордж Хант
Джордж Хант Уильямсон (англ. George Hunt Williamson; 9 декабря 1926 — январь 1986), —  ченнелинг-медиум, писатель на темы уфологии и метафизики, получивший известность в 1950-е годы, и чьи книги продолжают переиздаваться. Псевдонимы: Майкл д’Обренович (Michael d’Obrenovic) и Брат Филип (Brother Philip).

## Биография
Родился в Чикаго в семье Джорджа Уильямсона (George Williamson) и Бернис Хант (Bernice Hunt). В подростковом возрасте обнаружил склонность к мистике, а с конца 1940-х годов увлёкся темой летающих тарелок. Изучал археологию в южном Иллинойсе (1946), позже антропологию в Аризонском университете (1949); проводил полевые археологические исследования в округе Линкольн, штат Нью-Мексико. В октябре 1949 года он помог основать Явапайское окружное археологическое общество в городе Прескотт (штат Аризона), где проживал, как минимум, до 1955 года. Это общество стало основой археологической группы, которая действует до сих пор. Основываясь на полевых исследованиях в северной Мексике, опубликовал статью о народных праздниках — фиестах.
Услышав о религиозном культе НЛО Джорджа Адамски, Уильямсон и его жена, а также Альфред и Бетти Бейли, стали постоянными посетителями коммуны Адамски в Паломар-Гарденс и, в конечном итоге, членами организации Адамски. Они были свидетелями «телепатического» ченнелинга Адамски и записи на магнитофон сообщений от дружественных гуманоидных космических братьев. Уильямсоны, Бейли и двое других последователей Адамски стали «свидетелями» встречи Адамски с Ортоном, красивым блондином с Венеры, недалеко от южно-калифорнийского Дезерт-Центера 20 ноября 1952 года. На самом деле Адамски сказал им ждать на месте, пока он сам скрылся за холмом и отсутствовал целый час, после чего вернулся с рассказом о прошедшей встрече.
Первая публикация рассказа Адамски в газете Аризоны 24 ноября 1952 года вызвала большой рост числа членов культовой организации Адамски. Уильямсоны и Бейли продолжили самостоятельно занятия на доске спиритических сеансов (уиджа), получая свои собственные откровения от космических братьев, что привело к серьёзной ссоре с Адамски.
В августе 1953 года Уильямсон прочитал книгу Уильяма Пелли «Звёздные гости» (Star Guests; 1950), что способствовало вовлечению его в круг Пелли в 1954 году, ведь Пелли создал огромное количество сообщений от «внешних разумов» с помощью автоматического письма.
В 1954 году Уильямсон и Бейли (Alfred C. Bailey) опубликовали книгу «Говорят НЛО» (The Saucers Speak), которая должна была раскрыть их коротковолновую радиосвязь с дружелюбными пилотами летающих тарелок. На деле почти всё содержание книги — это записи спиритических сеансов, которые Бейли и Уильямсон регулярно проводили с 1952 года. Авторы утверждают, что большинство космических пришельцев доброжелательны, но есть несколько очень плохих, которые обитают возле Ориона и жаждут завоевания Земли.
Став конкурентом Джорджу Адамски, Уильямсон в конечном итоге объединил новую группу ченнелинга и контактёров, известную как «Братство семи лучей» (the Brotherhood of the Seven Rays), во главе с Мэрион Дороти Мартин (Marion Dorothy Martin), чтобы выпустить серию книг о скрываемой древней истории человечества (1957—1961). Эти книги хоть и не переписывают Ветхий и Новый Заветы, но видят в каждой важной исторической фигуре реинкарнацию от шести до восьми различных «сущностей», что вполне соответствует теософскому учению конца XIX века. В книгах утверждается, что дружелюбные космические братья в далёком прошлом научили человечество зачаткам цивилизации и что внеземные астронавты также фактически помогли в основании еврейской и христианской религий, выдавая себя за «богов» и при необходимости совершая «чудеса». Уильямсон дополнил свои книги откровениями из спиритических сеансов о том, что некоторые древние цивилизации Южной, Центральной и Северной Америки фактически начинались как колонии пришельцев, похожих на людей. Уильямсон стал предшественником, только более мистически настроенным, Эриха фон Деникена; а «Потайные места Льва» перекликаются с трудами Иммануила Великовского.
В конце 1950-х годов Уильямсон покинул круг контактёров и даже сменил имя, продолжая жить в Калифорнии. Его книга 1961 года вышла под новым псевдонимом «Брат Филип».

## Публикации
- «Другие языки — другая плоть» / Other Tongues — Other Flesh (1953). Новое изд. Other Tongues—Other Flesh Revisited: Ancient Mysteries Collide With Today’s Cosmic Realities (2012)
- «Говорят НЛО: документальный отчет о межзвездной связи с помощью радиотелеграфа» / The Saucers Speak: A Documentary Report of Interstellar Communication by Radiotelegraphy, совместно с Alfred C. Bailey (1954). Новое изд. Other Voices (1995). Новое изд. The Saucers Speak: Calling All Occupants of Interplanetary Craft (2007 и 2012) с дополнениями от Timothy Green Beckley и Sean Casteel.
- «Потайные места Льва» / Secret Places of the Lion (1958; 1974; 1989) — повествует о загадочных тайниках на Земле, в которых запрятаны артефакты допотопных времён[3].
- «Совершенно секретно об НЛО: что стоит за наиболее охраняемыми секретами всех времен» / UFOs Confidential: The Meaning Behind the Most Closely Guarded Secrets of All Time, совместно с John McCoy (1958)
- «Дорога по небу» / Road in the Sky (1959 и 1975). Новое изд. Traveling the Path Back to the Road in the Sky: A Strange Saga of Saucers, Space Brothers & Secret Agents (2012)
- «Секреты Анд» / Secret of the Andes, под псевдонимом Brother Philip (1961). Новое изд. Secret of the Andes and the Golden Sun Disc of MU (2008).